# Lijst van Nederlandse hiphopartiesten
Dit is een lijst van Nederlandse hiphopartiesten. De lijst is beperkt tot artiesten die op Wikipedia een artikel hebben. 

## 0-9
- 24K
- 3robi

## A

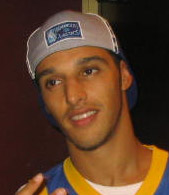
Ali B, 2006

- ADHD
- Adje
- I Am Aisha
- Akwasi
- Alexander Moto
- Ali B
- De Alliantie
- Appa
- Architrackz
- Ares
- Ashafar
- ADF Samski

## B

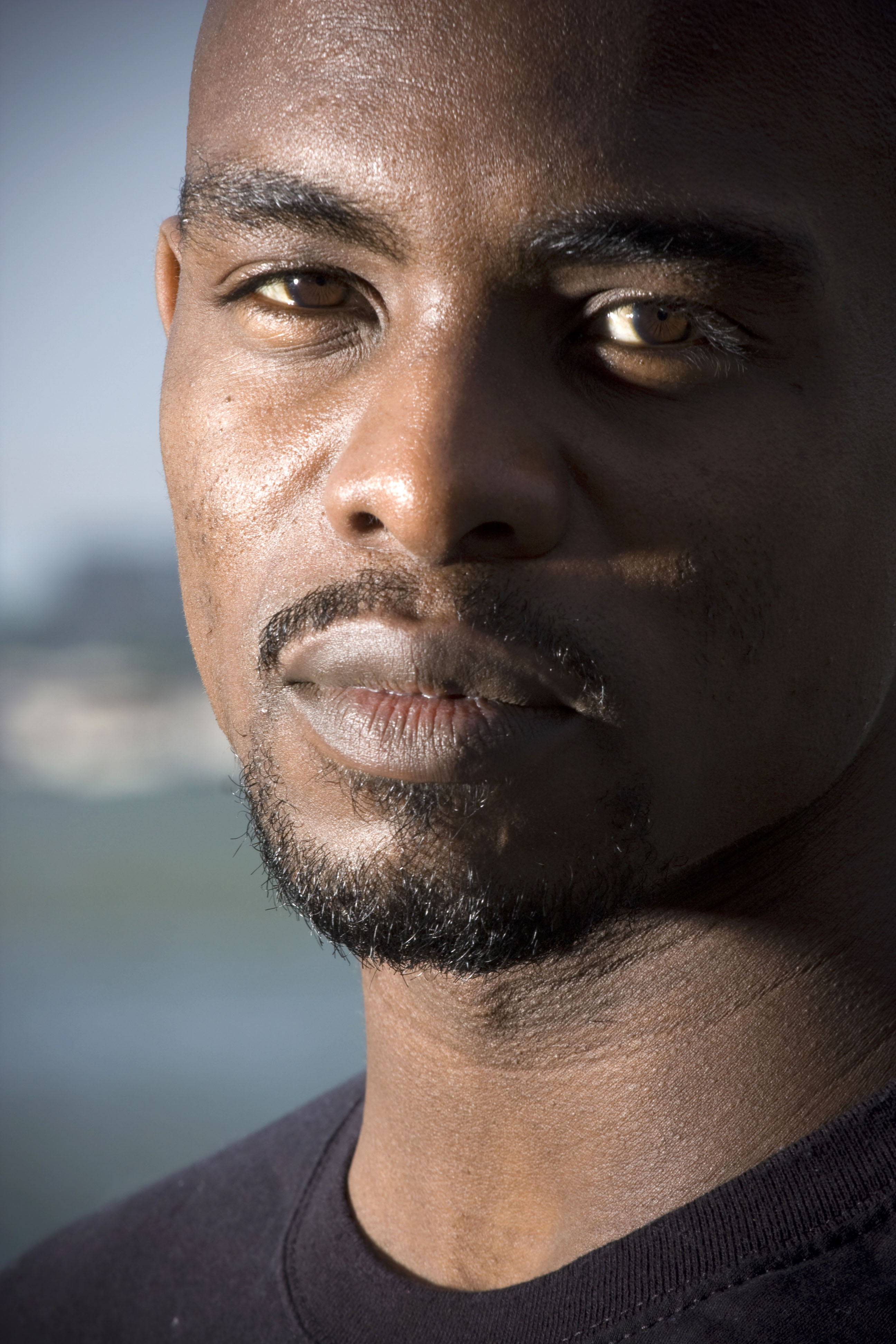
Blaxtar, ca. 2008

| Brainpower, 2007 |  | Brownie Dutch, 2012 |
| Brainpower, 2007 |  | Brownie Dutch, 2012 |

- Baas B
- Bagga Bownz
- Des Balentien
- Bartofso
- Big2
- Bigidagoe
- Bizzey
- Bizzy Blaze
- BKO
- Blaxtar
- Bnnyhunna
- Bob uit Zuid
- Boef
- Boef en de Gelogeerde Aap
- Bokke8
- Bokoesam
- Bolle Tim
- Brainpower
- Broederliefde
- Broertje
- Brownie Dutch
- Miggs de Bruijn
- Brunzyn
- Brutus
- BS-One

## C
- Captain Cook
- Cartes & Kleine Jay
- Caza
- Cero Ismael
- Chardy
- Chavanté
- ChildsPlay
- Chivv
- Cho
- Cilvaringz
- Cor
- Corleone
- Cristian D
- Crooks

## D

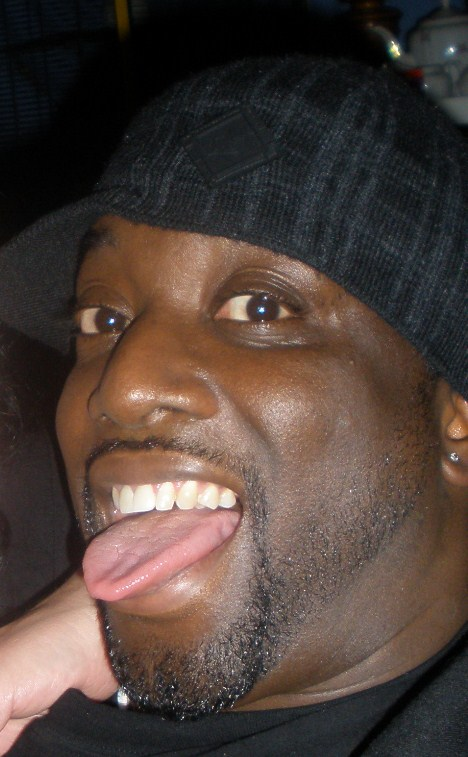
Def Rhymz, 2008

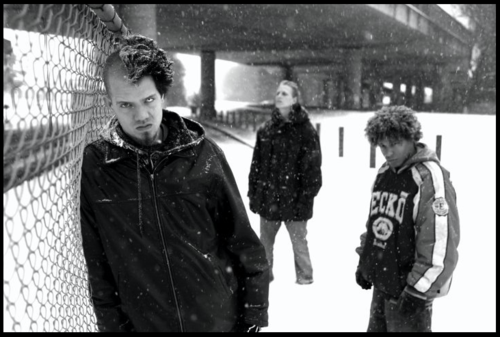
Dope D.O.D., 2011

- DAC
- Darryl
- D-Double
- Def P
- Def P & Beatbusters
- Def Rhymz
- Dicecream
- Diggy Dex
- Digitzz
- Diquenza
- Dio
- Dior
- Djaga Djaga
- D-Men
- Önder Doğan (Murda, Turk, Önder)
- Don't Accept Mass Notion
- Donnie (Young Kermit, Maradonnie)
- Dope D.O.D.
- Dopebwoy
- Dret & Krulle
- Duvel
- DuvelDuvel
- Dylamic

## E
| E-Life, 2007 |  | Exince, 2008  |
| E-Life, 2007 |  | Extince, 2008 |

- E-Life
- Elijah Waters
- Emms
- Engel
- Equalz
- Esko
- Eves Laurent
- Excellent
- Extince
- EZG

## F
| Fit, 2009 |  | Fresku, 2014 |
| Fit, 2009 |  | Fresku, 2014 |

- Faberyayo
- Fakkelbrigade
- Famke Louise
- Fatah
- Feis
- Ruben Fernhout
- F1rstman
- Fit
- Flinke Namen
- FMG
- Eddy Fort Moda Grog
- Fouradi
- Jonna Fraser
- Frenna
- Fresku
- theFringe

## G

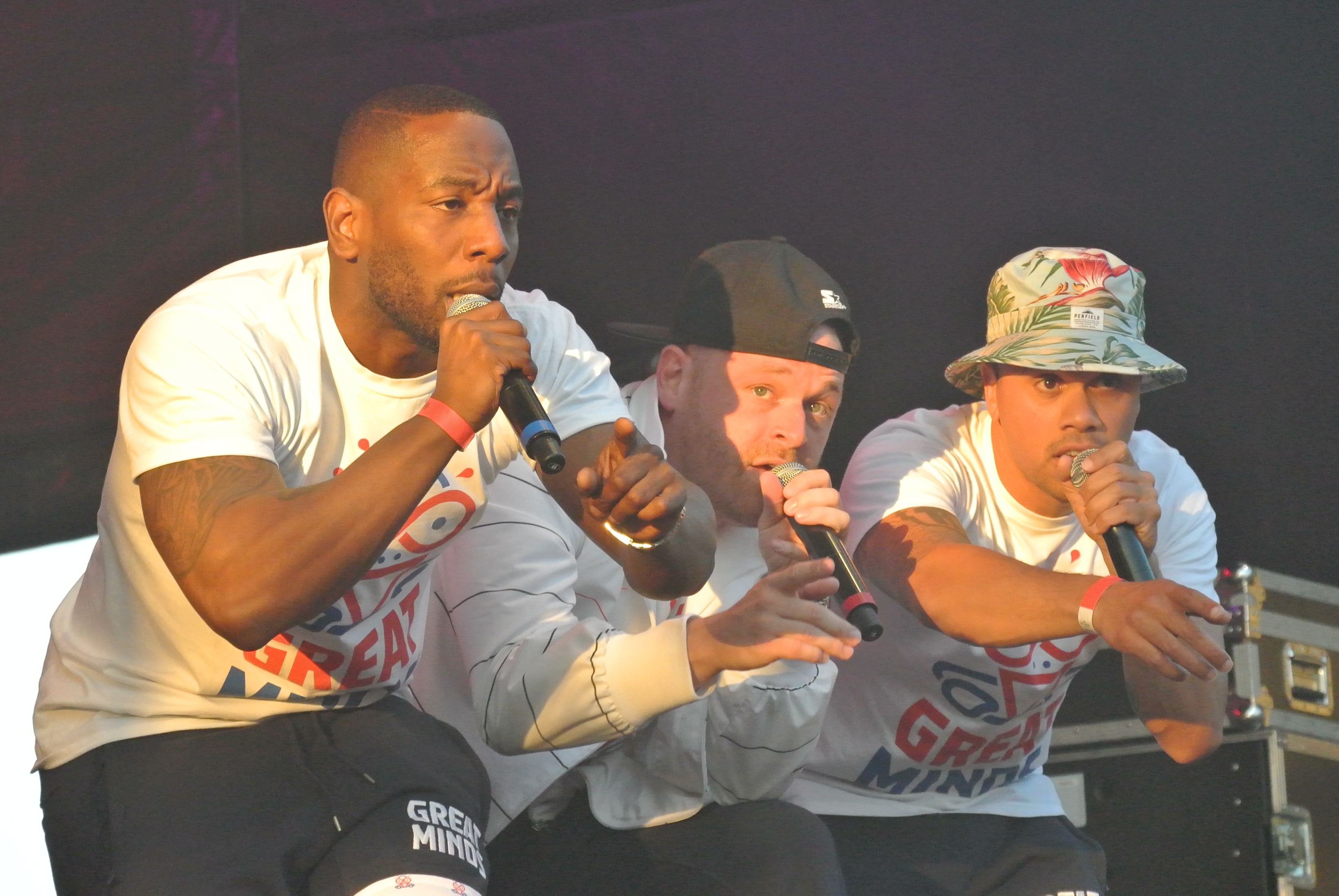
Great Minds, 2014

- Nawwal Ghabri (Kruloh, Nowell)
- GIAN
- Gikkels
- Gin Dutch
- Abel van Gijlswijk
- Gotu Jim
- Great Minds
- Green Gang
- Gregossan

## H
- Hampelemanne
- Massih Hutak
- Hef
- Hekje31
- Helderheid
- Henkie T
- De Hoop
- Hydroboyz

## I
- Ibra
- Idaly (Idaly Faal)
- IJsland
- Ismo

## J

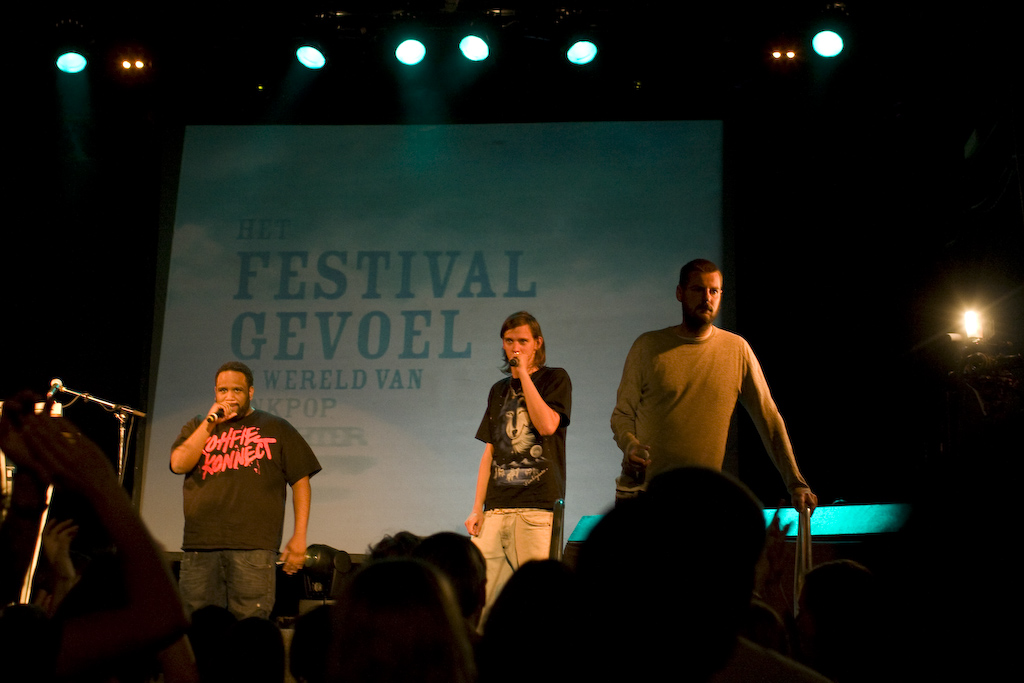
Jeugd van..., 2009

- Jacin Trill
- Jack
- Jairzinho
- Jandro
- Jawat!
- Jebroer
- Jermain Bridgewater
- De Jeugd van Tegenwoordig
- Jhorrmountain
- Jiggy Djé
- Jiri11
- JoeyAK
- Joost Klein
- Jordymone9
- Josylvio
- Jozo

## K
| Kempi, 2011 |  | Keizer, ca. 2011 |
| Kempi, 2011 |  | Keizer, ca. 2011 |

- KA
- Kalibwoy
- Kaascouse
- Keizer
- Kempi
- Kevin
- Kid de Blits
- Killer Kamal
- Kimo
- King Lover
- Kleine John
- Kleine Viezerik
- Klopdokter
- KM
- De Kraaien
- Kraantje Pappie
- Kubus
- Kyteman

## L

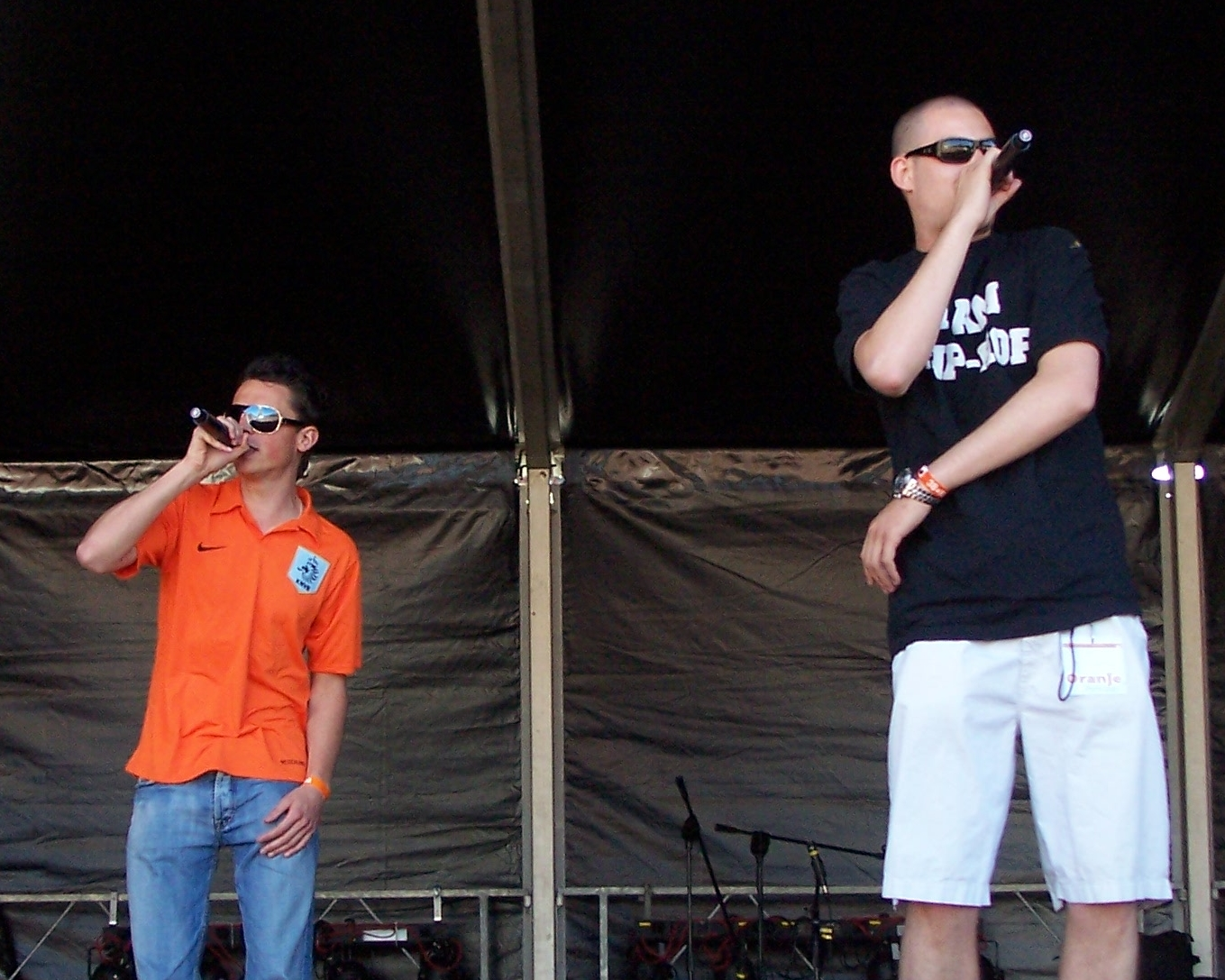
Lange Frans & Baas B, 2007

- Pepijn Lanen
- Lange Frans
- Lange Frans & Baas B
- Latifah
- Lauwtje
- Leafs
- League of XO Gentlemen
- Leblanco
- Lefensmannen
- LePrince
- Lexxxus
- De Likt
- Lil' Kleine
- Lijpe
- Reggy Lines
- LouiVos
- Lowkey
- Lusho
- MC Lynx

## M

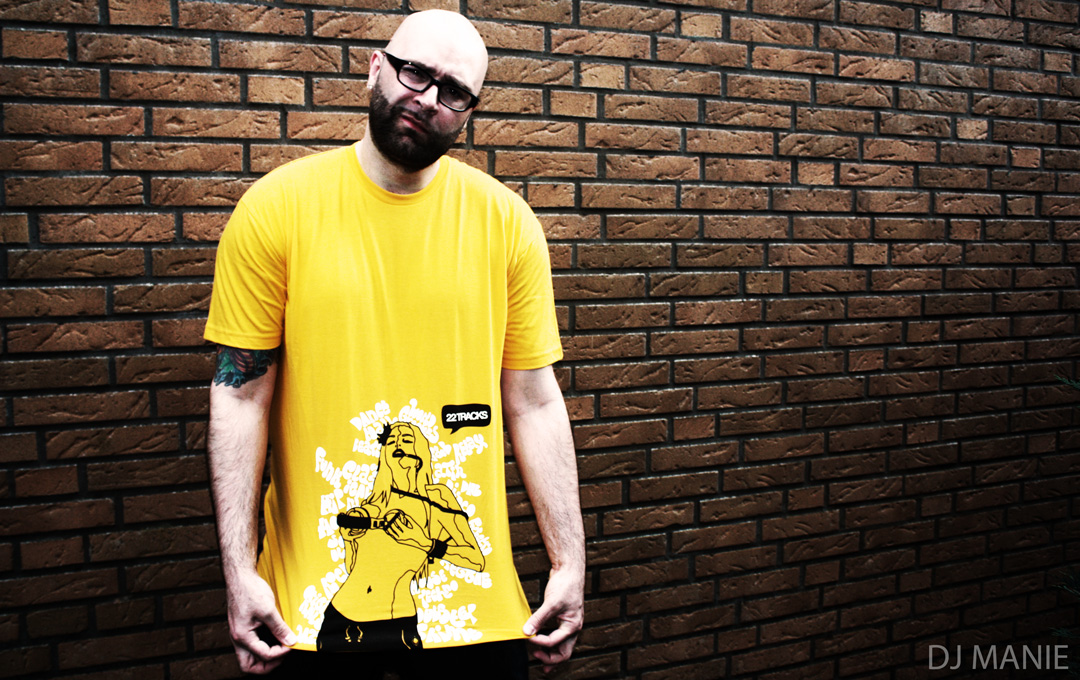
Man!e, ca. 2011

- Machario
- DJ Madman
- Mafe
- Man!e
- Mario Kartel
- Marone
- Maxje
- Meo
- MC Miker G
- MC Miker G & DJ Sven
- MC Pryme
- MocroManiac
- Moeman
- Monsif
- Philly Moré
- Mula B
- Murth Mossel

## N

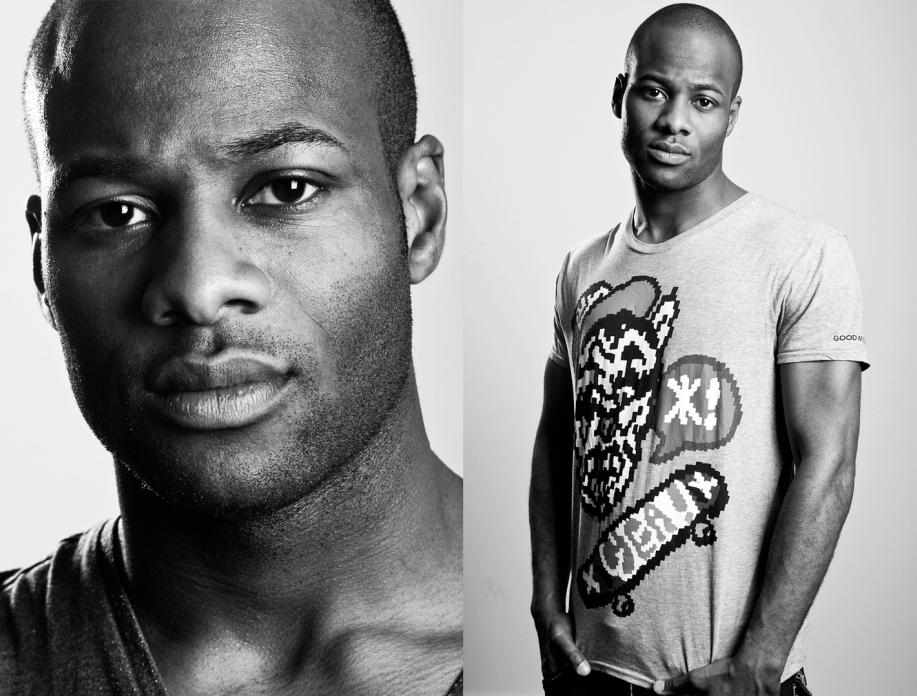
Negativ, ca. 2011

- Nasty
- Nathalie Blue
- Negativ
- Nnelg
- Neuk!
- New Wave
- Nina
- Nobu
- Nouveau Riche
- Numidia

## O

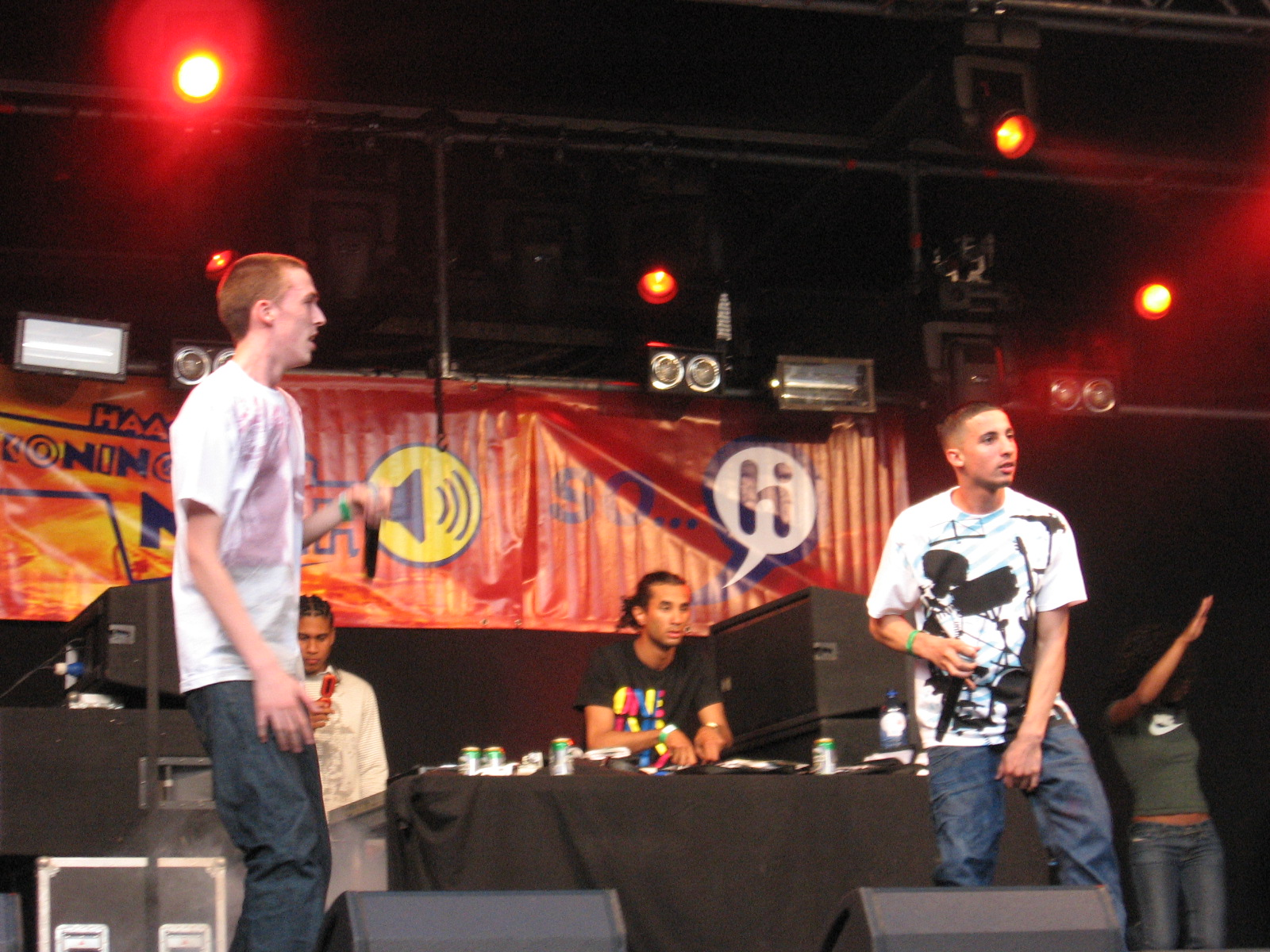
Opposites, ca. 2007

- O-Dog
- Opgeduveld
- Opgezwolle
- The Opposites
- Osdorp Posse

## P

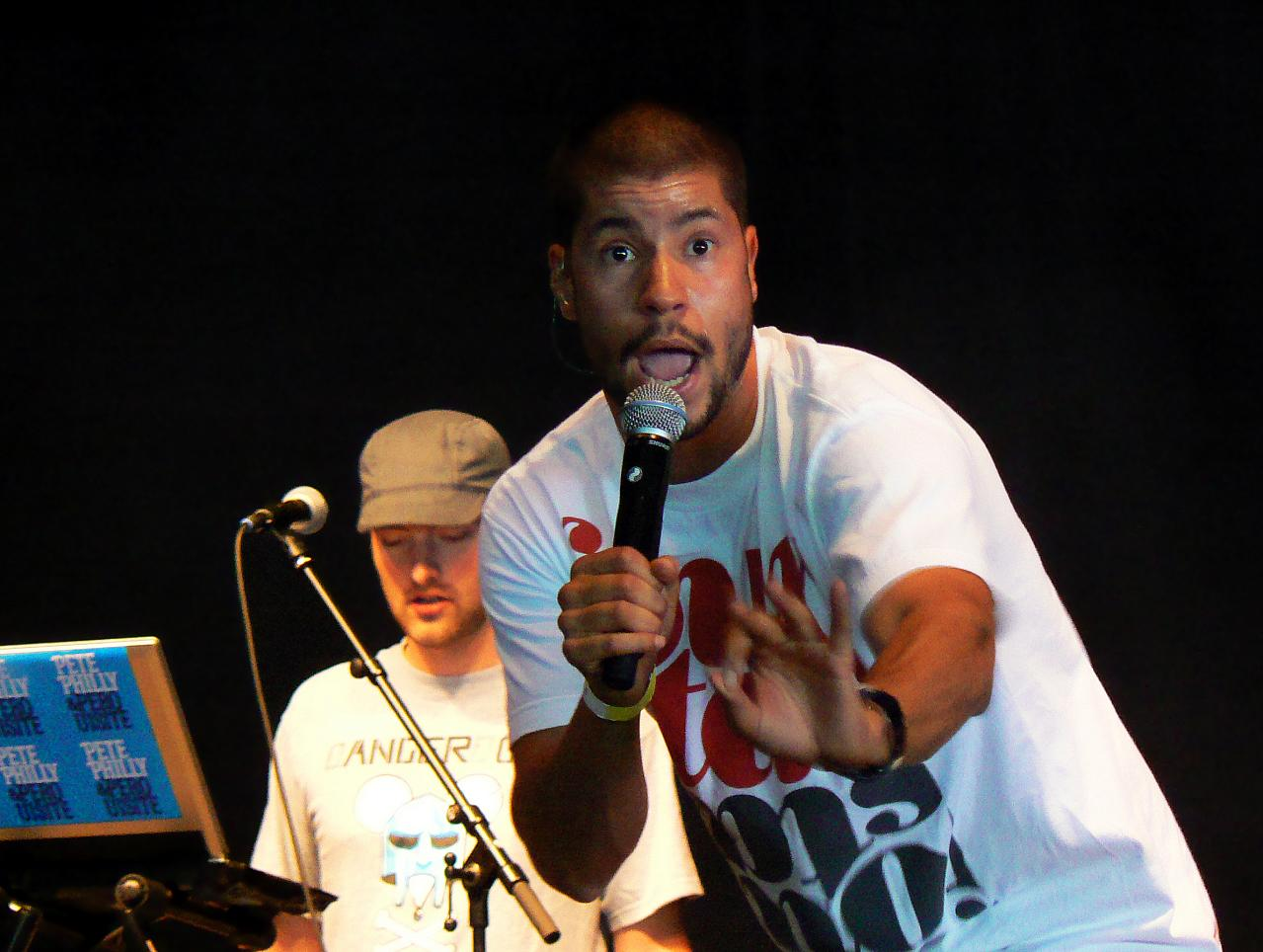
Pete Philly & Perquisite, 2008

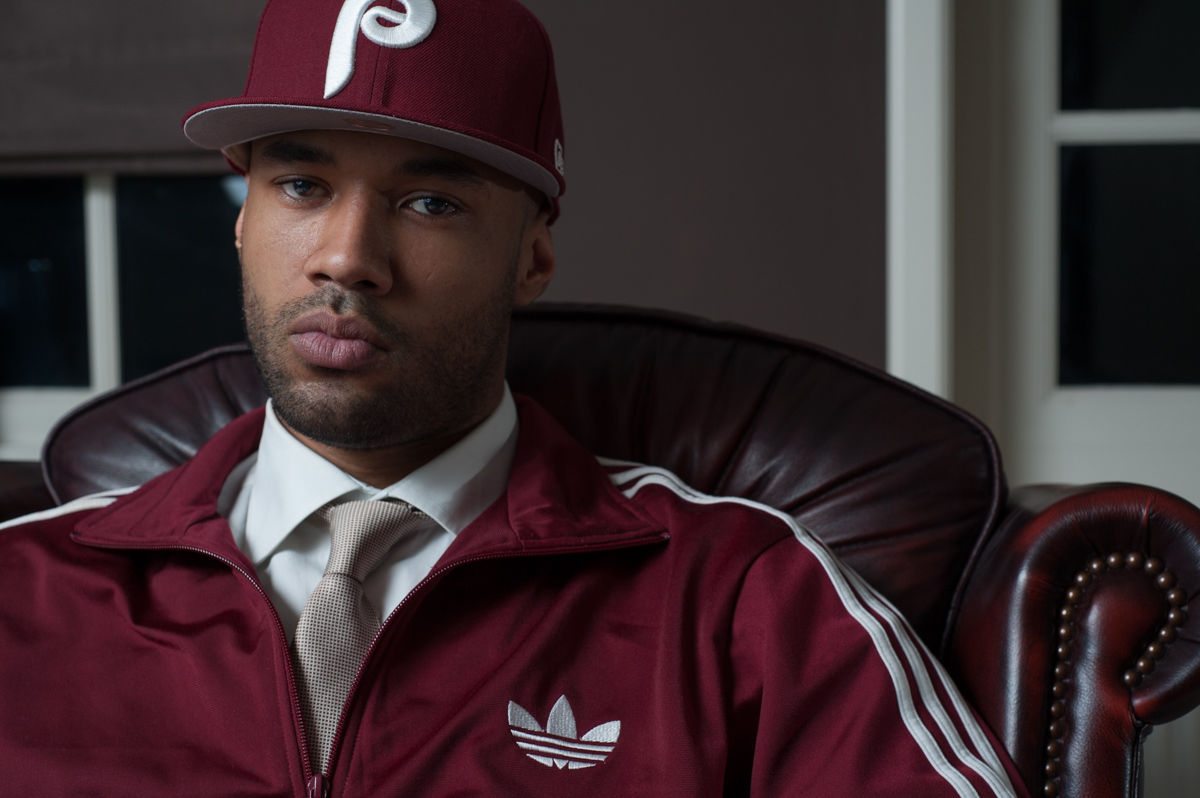
Mr. Probz, 2013

- Gers Pardoel
- Pete Philly
- Pete Philly & Perquisite
- Phatt
- Phreako Rico
- Mr. Polska
- Postman
- Postmen
- Poke
- Priceless
- Priester
- LePrince
- Mr. Probz
- The Proov

## Q
- Qlas & Blacka

## R

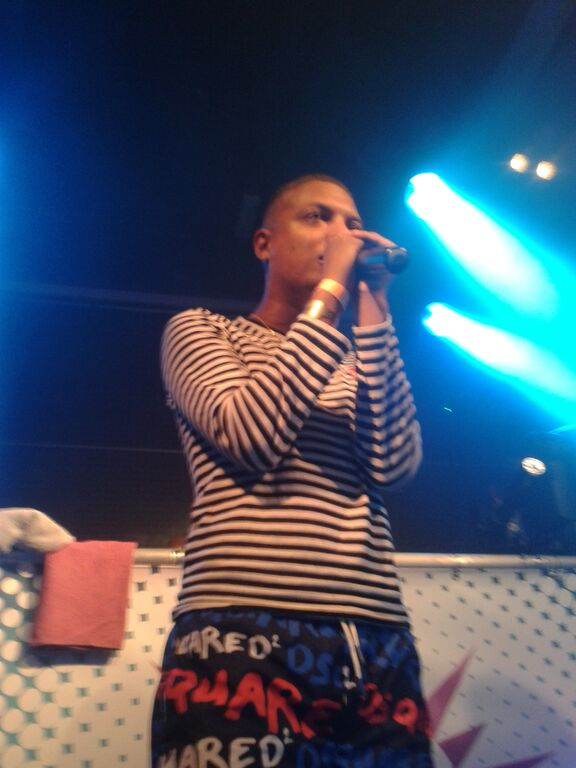
Ronnie Flex, 2015

- Ramiks
- Rasskulz
- Ray Fuego
- Raymzter
- RBDjan
- Reanny
- Redlight Boogie
- Relax
- Reverse
- Riza
- Rocks
- Ronnie Flex
- Rotjoch
- Roxy Rosa
- RS

## S

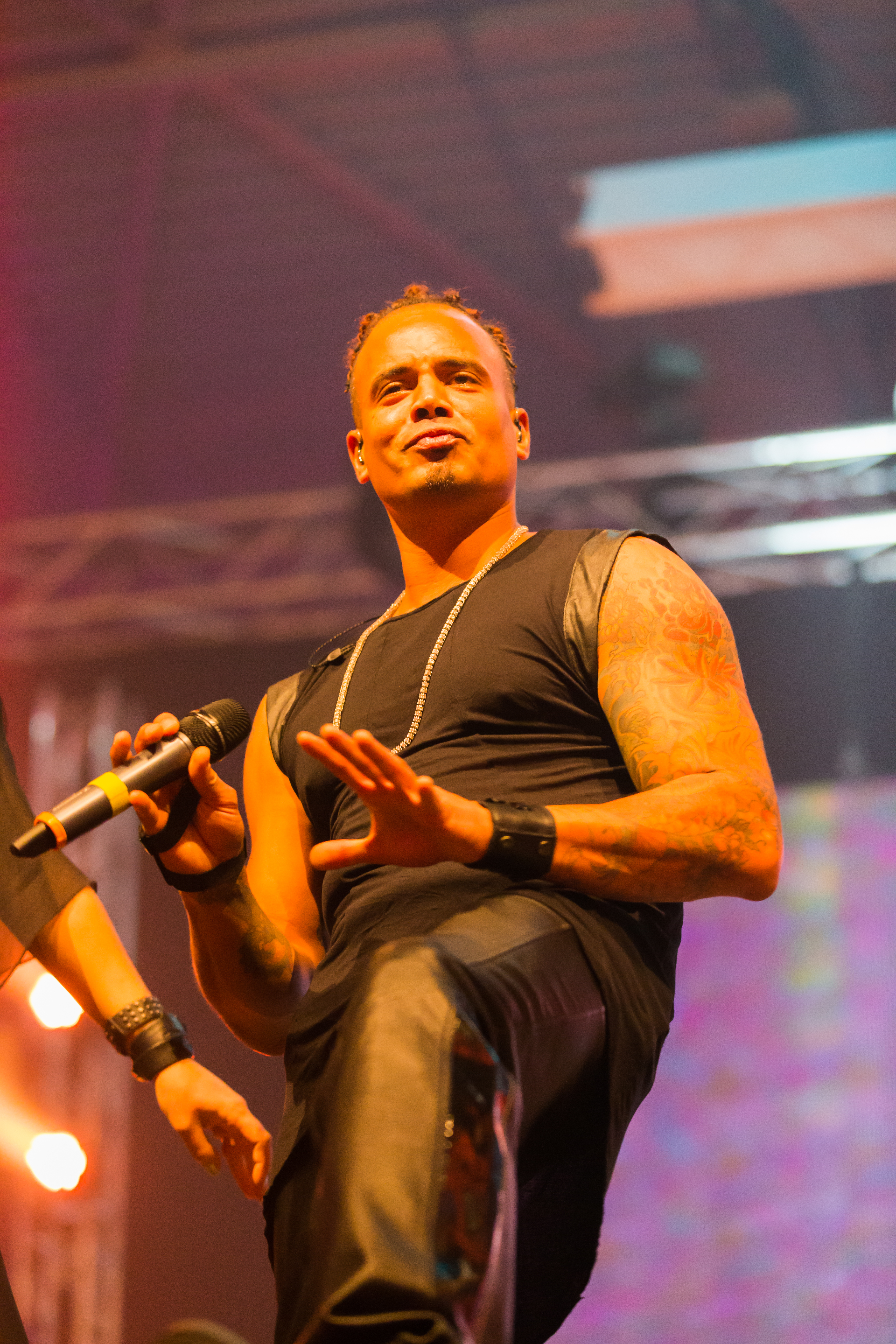
Ray Slijngaard, 2014

- Salah Edin
- SBMG
- Scylla
- Sef
- Sevn Alias
- SFB
- Siggy & D1ns
- Sjaak
- Skate the Great
- Skiggy Rapz
- Ray Slijngaard
- Sluwe Ollie
- Snelle
- Snelle Jelle
- Soesi B
- Sonny Diablo
- SpaceKees
- Spookrijders
- SRNO
- Steff
- Steen
- Sticky Steez (Sticks)
- Straight Outta Control
- Supergaande

## T

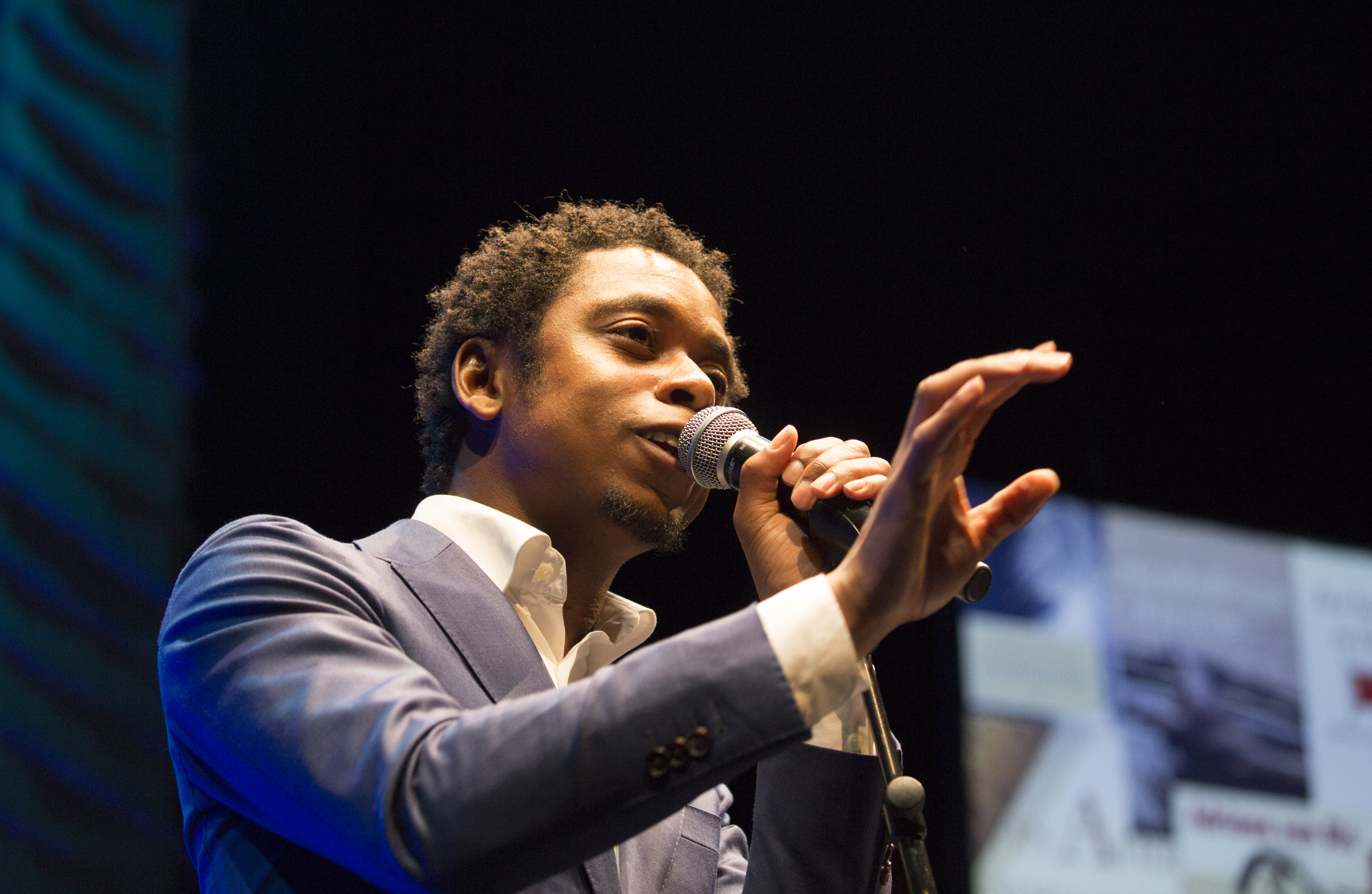
Typhoon, 2016

- Terilekst
- T.O.F.
- Tony Scott
- Soufiane Touzani
- Trobi
- Tuindorp Hustler Click (THC)
- Tur-G
- Two Crooks
- Typhoon

## U
- U-Niq
- Unorthadox
- Urban Dance Squad

## V

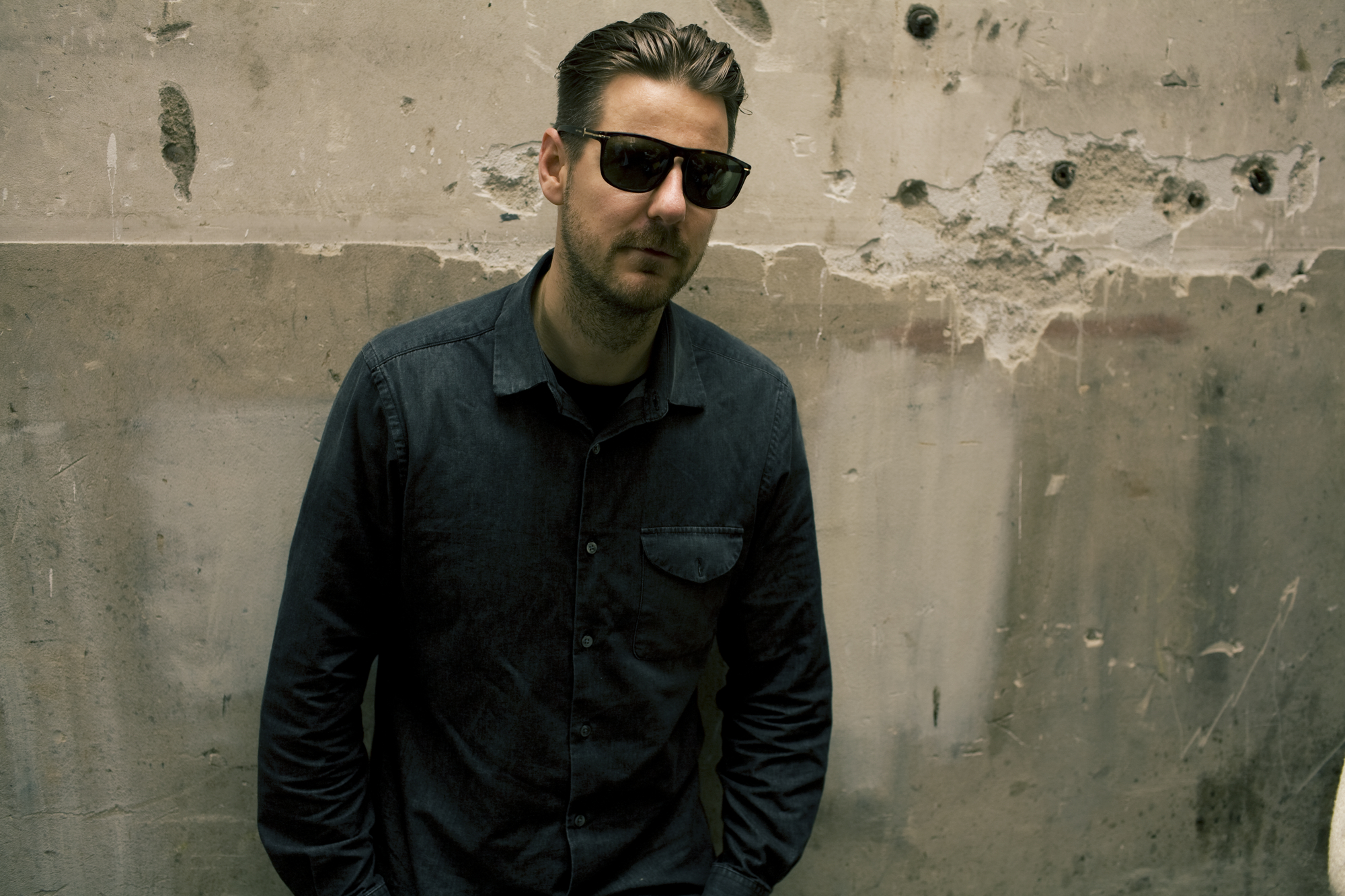
Vieze Fur, 2011

- Rick Versace (voorheen Kleine Viezerik)
- Vic9
- Vieze Fur
- VSOP

## W
- Willie Wartaal
- Jordan Wayne
- Willem
- Winne
- Wudstik

## Y

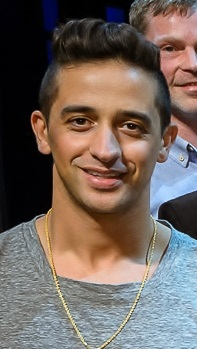
Yes-R, 2015

- Yes-R
- Young Ellens
- Youssef en Kamal
- YS
- Yssi SB
- Yukkie B
- Yung Felix
- Yung Internet
- Yurmaine

## Z
- Zeus
- Zo Moeilijk
- Zwart Licht